# Barytherioidea
Barytherioidea (лат.) — вымерший подотряд хоботных. Один из видов подотряда, баритерий, первое крупное хоботное, достигал размеров современного азиатского слона, высотой 1,8—2 м в плечах и массой около 2 т. Жили с эоцена по средний олигоцен. Barytherioidea имели 2 пары бивней — как на верхней так и на нижней челюсти.
Ископаемые остатки представителей подотряда найдены на территории Африки (Марокко, Алжир, Мали, Западная Сахара, Ливия, Египет и Оман).

## Классификация
По данным сайта Paleobiology Database, на сентябрь 2023 года в подотряд включают 2 семейства:
- Семейство Barytheriidae Andrews, 1901
  - Род Barytherium Andrews, 1901
    - Barytherium grave Andrews, 1901

  - Род Omanitherium Seiffert et al., 2012
    - Omanitherium dhofarensis Seiffert et al., 2012
- Семейство Numidotheriidae Shoshani & Tassy, 1996
  - Род Daouitherium Gheerbrant & Sudre, 2002
    - Daouitherium rebouli Gheerbrant & Sudre, 2002

  - Род Numidotherium Jaeger, 1986
    - Numidotherium koholense Mahboubi et al., 1986
    - Numidotherium savagei Court, 1995